# گلیز ۸۳۲
گلیز ۸۳۲ یک ستاره است که در صورت فلکی درنا قرار دارد.